# La Cabián
La Cabián es un lugar que pertenece a la parroquia de Valliniello en el concejo de Avilés (Principado de Asturias). Se encuentra a 35 m s. n. m. y está situada a 4,20 km de la capital del concejo, Avilés.

## Población
En 2020 contaba con una población de 24 habitantes (INE 2020) repartidos en 33 viviendas.